# Listă de plante medicinale - P

A - Ă - Â - B - C - D - E - F - G - H - I - Î - J - K - L - M - N - O - P - Q - R - S - Ș - T - Ț - U - V - X - Y - Z
| Plantă                | Denumire latină        | Proprietăți vindecătoare |
| --------------------- | ---------------------- | ------------------------ |
| Păducel               | Crataegus monogyna     |                          |
| Păpădie               | Taraxacum officinale   |                          |
| Pătlagină             | Plantago major         |                          |
| Pelin                 | Artemisia absinthium   |                          |
| Pin                   | Pinus                  |                          |
| Pir                   | Agropyrum repens       |                          |
| Plămânărică           | Pulmonaria officinalis |                          |
| Plop negru            | Populus nigra          |                          |
| Podbal                | Tussilago farfara      |                          |
| Pojarniță (sunătoare) | Hypericum perforatum   |                          |
| Porumb                | Zea mays               |                          |
| Porumbar              | Prunus spinosa         |                          |